# 沢澤砂羽
沢澤 砂羽（さわさわ さわ）は、日本の女性声優。主にアダルトゲームに声をあてている。

## 出演作品
太字は主役・メインキャラクター。

### PCゲーム

#### 2015年
- ソーサリージョーカーズ（ルゥ[1]）
- 花咲ワークスプリング!（空森 若葉[2]）
- 僕と恋するポンコツアクマ。（ゴメ[3]）
- ぼくの一人戦争（岡部 沙代[4]）
- 僕はキミだけを見つめる 〜I gaze at only you〜（秋谷 懐[5]）
- 幻のディストピア（鈴森 朱莉[6]）
- 嫁探しが捗りすぎてヤバい。（高宮 菜々華[7]）
- 果つることなき未来ヨリ X-RATED（オゾス（少女））
- 恋想リレーション（アリサ・ガーランド[8]）

#### 2016年
- 千恋*万花（レナ・リヒテナウアー[9]）
- 聖鍵遣いの命題（ローラ・アステリア[10]）
- 僕と恋するポンコツアクマ。すっごいえっち!（ゴメ[11]）
- ハナヒメ*アブソリュート!（女王[12]）
- ワールド・エレクション（クルル[13]）
- 枯れない世界と終わる花（ハル[14]）
- あきゆめくくる（土織 キス[15])
- 真剣で私に恋しなさい!A-5（コジマ・ロルバッハ[16]）

#### 2017年
- はるるみなもに!（幡上 芽以[17]）
- スイセイギンカ（相馬 いざな[18]）
- 星恋*ティンクル（群雲 真千[19]）
- キミの瞳にヒットミー（日向 瞳[20])
- 天結いキャッスルマイスター（フィア[21])
- 9-nine- ここのつここのかここのいろ（新海 天[22]）
- みなとカーニバルFD（コジマ・ロルバッハ）
- 幕末尽忠報国烈士伝 -MIBURO-（永倉 新八[23]）
- 真・恋姬†夢想-革命-蒼天の霸王（曹純）

#### 2018年
- RIDDLE JOKER（三司 あやせ[24])
- 9-nine- そらいろそらうたそらのおと（新海 天[25]）
- 君と目覚める幾つかの方法（八雲 由里花[26]）
- Deep One -ディープワン-（柚原 亜希[27]）
- 真・恋姫†夢想-革命-孫呉の血脈（曹純）

#### 2019年
- 9-nine- はるいろはるこいはるのかぜ（新海 天[28]）
- 真剣で私に恋しなさい!A猟犬ルートアフター（コジマ・ロルバッハ[29]）
- 真・恋姫†夢想-革命-劉旗の大望（曹純）

#### 2020年
- 9-nine- ゆきいろゆきはなゆきのあと（新海 天[30])

#### 2021年
- 源平繚乱絵巻-GIKEI-（平教経）
- 天結いラビリンスマイスター (フィア)
- Monkeys!¡(浮木々 猿吉/ジュリア)[31]

#### 2022年
- 真・恋姫†英雄譚 4 ～乙女耀乱☆三国志演義［呉］～（曹純）

#### 2023年
- 真・恋姫†英雄譚5 ～乙女耀乱☆三国志演義［魏］～（曹純[32]）

### ブラウザゲーム
- 真・恋姫†夢想～天下統一伝～（曹純）

### オンラインゲーム
- あいりすミスティリア!〜少女のつむぐ夢の秘跡〜（クリスティン・ケトラ/クリス[33]）
- UNITIA 神託の使徒×終焉の女神（クリュン、メルメル、キーラ）

### ドラマCD
- ソーサリージョーカーズ 桜と私、どっちが見たい?-仁義なき乙女たちが織り成す花見の乱-（ルゥ）
- あきゆめくくる（土織 キス）
  - ドラマCD ラブコメのために銭湯にいってみよう!(堂々と裸になったりしてみよう)
  - ラブコメのための失敗お菓子の作り方!(魚の内臓の塩辛を入れよう)
- 聖鍵遣いの命題 スパリゾート『ペスターナ』ドキッ! ローラのアカデミー美少女コレクション!? の巻（ローラ・アステリア)
- 千恋*万花（レナ・リヒテナウアー）
  - ドラマCD1 巫女のお仕事
  - ドラマCD2 私、忍者です。
  - ドラマCD3 吾輩の一日
  - ドラマCD4 初めての体験
- 幕末尽忠報国烈士伝 -MIBURO- 永倉新八、原田左之助、運命の出会い?(永倉 新八)
- RIDDLE JOKER（三司 あやせ）
  - オリジナルドラマCD
  - 隠れてイチャつくうらやまCD
  - ミニドラマ 誰にも言えない、私の秘密
  - ミニドラマ ブラコンなんかじゃないですよ?
  - ミニドラマ 年上でも恋がしたい
  - ミニドラマ 誰でも持ってる黒歴史
  - ドラマCD ～かなりピンチな三司あやせの一日（温泉編）～
- 9-nine-シリーズ（新海 天）
  - 9-nine-ここのつここのかここのいろ ドラマCD
  - 9-nine-そらいろそらうたそらのおと
    - ドラマCD
    - ドラマCD 天と翔の白蛇九十九神社夏祭り!!
    - ドラマCD 天ちゃんと過ごす、とある一日。
    - ドラマCD 天ちゃんと行く、焼き肉食べ放題!
    - ドラマCD 天と都の新海'sキッチン！

  - 9-nine-はるいろはるこいはるのかぜ ドラマCD 春風と天のゲームセンター
  - 9-nine-ゆきいろゆきはなゆきのあと ドラマCD 希亜と天の女子トーク
  - 9-nine-Premium Sound Record キャラソン記念ドラマCD ロイヤルスイート!?高級ホテルでお泊まり会

### コラム
- 『逢瀬アキラと小梅蓮の９そらいろコラム！！』第２回 ゲスト[34]

## ディスコグラフィ

### キャラクターソング
※太字は沢澤砂羽の役名。
| 発売日  | タイトル                                    | 歌                   | 楽曲             | 備考 |
| 2016年  | 2016年                                      | 2016年               | 2016年           | 2016年 |
| ------- | ------------------------------------------- | -------------------- | ---------------- | --- |
| 5月27日 | 「千恋*万花」キャラクターソング Vol.4       | レナ・リヒテナウアー | 「Blue sky」     | PCゲーム『千恋*万花』関連曲 |
| 2017年  |                                             |                      |                  | |
| 1月27日 | 「キミの瞳にヒットミー」キャラクターソング  | 日向瞳               | 「笑顔のMethod」 | PCゲーム『キミの瞳にヒットミー』関連曲「キミの瞳にヒットミー＆リアルエロゲシチュエーション！合同発売イベント」参加者特典として来場者に配布 |
| 2018年  |                                             |                      |                  | |
| 1月12日 | 「RIDDLE JOKER」キャラクターソング Vol.1    | 三司あやせ           | 「PERFECT GIRL」 | PCゲーム『RIDDLE JOKER』関連曲 |
| 2020年  |                                             |                      |                  | |
|         | 「9-nine-シリーズ」キャラクターソング Vol.2 | 新海天               | 「Sweet Pop」    | PCゲーム『9-nine-』関連曲 |